# Primo ministro delle Filippine
Il Primo ministro delle Filippine (in lingua filippina Punong Ministro ng Pilipinas; in lingua spagnola Primer Ministro de las Filipinas; in lingua inglese Prime Minister of the Philippines) era il capo del governo delle Filippine.

## Storia
La carica del Primo ministro delle Filippine venne creato nel 1899 e poi abolito; successivamente nel 1978 venne ripristinato per poi abolirlo definitivamente nel 1986.

## Elenco
| Immagine                                 | Nominativo        | Carica del mandato                |
| ---------------------------------------- | ----------------- | --------------------------------- |
|                                          | Apolinario Mabini | 2 gennaio 1899 – 7 maggio 1899    |
|                                          | Pedro Paterno     | 7 maggio 1899 – 13 novembre 1899  |
| Abolito nel 1899 e ripristinato nel 1978 |                   |                                   |
|                                          | Ferdinand Marcos  | 12 giugno 1978 – 30 giugno 1981   |
|                                          | Cesar Virata      | 30 giugno 1981 – 25 febbraio 1986 |
|                                          | Salvador Laurel   | 25 febbraio 1986 – 25 marzo 1986  |
| Abolito nel 1986                         |                   |                                   |